# Ornithostaphylos oppositifolia
Ornithostaphylos oppositifolia är en ljungväxtart som först beskrevs av Charles Christopher Parry, och fick sitt nu gällande namn av John Kunkel Small. Ornithostaphylos oppositifolia ingår i släktet Ornithostaphylos och familjen ljungväxter. Inga underarter finns listade i Catalogue of Life.